# Crusader Kings III
Crusader Kings III je strategická videohra, která vám umožňuje hrát roli vládce v době středověku. Vyvinula ji společnost Paradox Development Studio a vydalo Paradox Interactive jako pokračování her Crusader Kings (2004) a Crusader Kings II (2012). Hra byla vydána 1. září 2020 pro PC a 29. března 2022 pro konzole Xbox Series X/S a PlayStation 5.

## Hra
Podobně jako jeho předchůdci Crusader Kings a Crusader Kings II, tato hra se odehrává v období středověku a hráči začínají jako jedna postava v roce 867 nebo 1066. Po smrti nebo sesazení této postavy hráči převezmou kontrolu nad jejím dědicem a pokračují ve hraní. Během staletí se hráči snaží vybudovat a rozvíjet svou dynastii. Hra končí v roce 1453, přičemž hráči mají možnost ovládat události, politiku, války a vztahy své postavy s ostatními v rámci středověkého prostředí.
Dynastie mohou vytvářet odnože, nazývané kadetní linie, které mají své vlastní hlavy a často jednají nezávisle na mateřské dynastii. Hlavy rodin dokážou využít nový zdroj, známý jako Renown, k posílení své kontroly nad svým domem. Například vedoucí rodů mají za úkol udělit legitimnost nelegitimním potomkům.
Postavy jsou zobrazeny jako plně třírozměrné modely s kompletním tělem místo jednoduchých 2D portrétů. Podobně jako v Crusader Kings II, postavy mají vlastnosti, které ovlivňují jejich statistiky a chování. Pokud postava ve hře učiní volbu, která je v rozporu s jejími vlastnostmi, může to zvýšit její úroveň stresu. Genetický systém hry umožňuje postavám předávat některé ze svých vlastností svým potomkům. Postavy mají schopnost vyděsit své vazaly a udržet je loajální prostřednictvím zvýšení jejich strachu. Tento strach se může zvyšovat, když postava vykonává zlovolné činy, jako je popravování nebo mučení jiných postav. Postavy si mohou vybrat jeden z pěti životních stylů, které budou následovat. Každý životní styl má tři stromy dovedností, které umožňují postavám vylepšovat dovednosti související s tímto životním stylem.
Hráčské říše mohou mít typy vlády feudální, kmenové nebo klanové. Náboženství a kultura jsou oba aspekty hry. Vůdci mohou prosazovat své cíle válčením, diplomacií nebo úskokem. Hráči mají možnost podstupovat poutě a vést svaté války ve hře. Mohou vyhlásit křížové výpravy nebo džihády, při kterých mohou povolat celá náboženství do zbraně. Tato funkce přidává do hry strategický a náboženský prvek, umožňující hráčům prosazovat své náboženské cíle a rozšířit vliv svého náboženství pomocí vojenských akcí. Náboženství mají principy, což jsou bonusy dané všem praktikujícím této víry, a doktríny, které se zabývají postoji náboženství k otázkám, jako je homosexualita a ženské duchovenstvo. Hlavním zdrojem pro interakci s náboženskou mechanikou je Piety (úcta); hráč s dostatečnou zbožností se může rozhodnout rozvinout svou vlastní herezi, přičemž principy a doktríny si vybírá hráč. 
Odvedenci jsou ve hře zastoupeni převážně nekvalitní pěchotou, která se skládá z rolníků. Aby postavy mohly sestavit kvalitnější vojáky, jako jsou střelci z kuší a kavalérie, budou si muset najmout ozbrojence. Dále mají postavy možnost povýšit významné bojovníky ze svého dvora nebo říše na mocné rytíře, kteří disponují vysokými bojovými schopnostmi. Tímto způsobem je hráči umožněno vylepšovat a posilovat svou armádu a získávat vyšší kvalitu bojových jednotek. 
Herní mapa je přibližně čtyřikrát podrobnější než ta ve hře Crusader Kings II a má o něco větší rozlohu. Zahrnuje Evropu, Afriku, přibližně až k rovníku, a Asii, která sahá až na východ až k Tibetu.

## Dodatečný obsah
| Název                 | Patch              | Typ         | Datum vydání     | Popis |
| --------------------- | ------------------ | ----------- | ---------------- | --- |
| Northern Lords        | 1.3 „Corvus“       | Flavor Pack | 16. březen 2021  | Northern Lords rozšiřuje herní zážitek týkající se Skandinávie. Přináší nové prvky, jako je schopnost vytvářet říši dobrodruhů. Kromě toho hráči získávají přístup ke svatým válečníkům a štítovým pannám, kteří mohou posílit vojenskou sílu a schopnosti jejich postav. Získají též přístup k jedinečným dynastickým dědictvím a kulturně specifickým událostem a rozhodnutím, která posilují autentický zážitek Skandinávie. |
| Royal Court           | 1.5 „Fleur-de-Lis“ | Expansion   | 8. únor 2022     | Royal Court poskytuje hráčům přizpůsobitelný trůnní sál, ve kterém mohou vítat lidi u soudu. Umožňuje také hráčům vyzdobit místnost, aby získali větší majestátnost, což je funkce představená v rozšíření, která po zvýšení umožní přístup kvalitnějším hostům. Byly také zahrnuty další prvky týkající se artefaktů, kultury a interakcí s poddanstvím.                                                                       |
| Fate of Iberia        | 1.6 „Castle“       | Flavor Pack | 31. květen 2022  | Fate of Iberia obsahuje další obsah zaměřený na Pyrenejský poloostrov během Reconquisty. Mezi funkce patří nové kulturní tradice a události a rozhodnutí specifické pro kulturu spolu s univerzálními mechanismy pro interakce s přáteli a šachové duely. |
| Friends and Foes      | 1.7 „Bastion“      | Event Pack  | 8. září 2022     | Friends and Foes obsahuje více než 100 dalších událostí týkajících se vztahů postavy s jejími přáteli a soupeři. Zahrnuje také vzpomínky, na které bude postava vzpomínat po celý život. |
| Tours and Tournaments | 1.9 „Lance“        | Expansion   | 11. květen 2023  | Tours and Tournaments představuje systém cestování a velkých aktivit v rámci hry. Tento systém umožňuje postavám vydat se na cesty a účastnit se různých turnajů, festivalů a jiných významných událostí. Během těchto aktivit mohou postavy navázat vztahy, získat reputaci a získat odměny. |
| Wards and Wardens     | 1.10               | Event Pack  | 22. srpen 2023   | Wards and Wardens přidává události týkající se dětství postavy, rodičovství a vzdělávání. Zahrnuty jsou také rozšířené mechanismy kolem výstředních postav, porodní asistence a výměny rukojmích a ochrany. |
| Legacy of Persia      | bude oznámeno      | Flavor Pack | 9. listopad 2023 | Legacy of Persia rozšiřuje hratelnost v oblasti Persie. |

### Modifikace
Crusader Kings III je proslulý širokou škálou modifikací, které jsou dostupné na platformách Steam Workshop a Paradox Plaza. Tyto modifikace mohou přinášet nové herní mechanismy a také vizuální vylepšení. Mezi oblíbené módy patří například A Game of Thrones, který je úplnou konverzí a odehrává se ve světě Píseň ledu a ohně.

### Česká lokalizace
Přestože hra není oficiálně lokalizovaná do češtiny, k dispozici je komunitní překlad na stránkách https://paradoxcestiny.cz/